# Temporada 1982-83 de los Utah Jazz
La temporada 1982-83 fue la novena de los Jazz en la NBA, y la cuarta en su nueva ubicación en Salt Lake City, tras cinco temporadas en Nueva Orleans. La temporada regular acabó con 30 victorias y 52 derrotas, ocupando el noveno puesto de la Conferencia Oeste, no logrando clasificarse para los playoffs.

## Elecciones en elDraft
| Ronda | Puesto | Jugador           | Posición | Nacionalidad   | Universidad |
| ----- | ------ | ----------------- | -------- | -------------- | ----------- |
| 1     | 3      | Dominique Wilkins | Alero    | Estados Unidos | Georgia     |
| 3     | 49     | Steve Trumbo      | Pívot    | Estados Unidos | BYU         |
| 3     | 55     | Jerry Eaves       | Base     | Estados Unidos | Louisville  |
| 4     | 72     | Mark Eaton        | Pívot    | Estados Unidos | UCLA        |

## Temporada regular
| División Medio Oeste | División Medio Oeste | División Medio Oeste | División Medio Oeste | División Medio Oeste | División Medio Oeste | División Medio Oeste | División Medio Oeste | División Medio Oeste |
| Equipo               | G                    | P                    | %                    | PD                   | Casa                 | Fuera                | Div                  |                      |
| -------------------- | -------------------- | -------------------- | -------------------- | -------------------- | -------------------- | -------------------- | -------------------- | -------------------- |
| y-San Antonio Spurs  | 53                   | 29                   | .646                 | –                    | 31–10                | 22–19                | 21–9                 |                      |
| x-Denver Nuggets     | 45                   | 37                   | .549                 | 8                    | 29–12                | 16–25                | 17–13                |                      |
| Kansas City Kings    | 45                   | 37                   | .549                 | 8                    | 30–11                | 15–26                | 18–12                |                      |
| Dallas Mavericks     | 38                   | 44                   | .463                 | 15                   | 23–18                | 15–26                | 15–15                |                      |
| Utah Jazz            | 30                   | 52                   | .366                 | 23                   | 21–20                | 9–32                 | 15–15                |                      |
| Houston Rockets      | 14                   | 68                   | .171                 | 39                   | 9–32                 | 5–36                 | 4–26                 |                      |

## Estadísticas
| Rk | Jugador          | Edad | P  | PT | MP   | TC   | TCI  | %TC  | T3  | T3I | %T3  | TL  | TLI  | %TL  | RO  | RD  | RT  | AS  | RB  | TAP | BP  | FP  | PTS  |
| -- | ---------------- | ---- | -- | -- | ---- | ---- | ---- | ---- | --- | --- | ---- | --- | ---- | ---- | --- | --- | --- | --- | --- | --- | --- | --- | ---- |
| 1  | Adrian Dantley   | 27   | 22 | 22 | 40.3 | 10.6 | 18.3 | .580 | 0.0 | 0.0 |      | 9.5 | 11.3 | .847 | 2.6 | 3.7 | 6.4 | 4.8 | 0.9 | 0.0 | 3.7 | 2.8 | 30.7 |
| 2  | Darrell Griffith | 24   | 77 | 76 | 36.2 | 9.8  | 20.2 | .484 | 0.5 | 1.7 | .496 | 2.2 | 3.2  | .679 | 1.3 | 2.6 | 3.9 | 3.5 | 1.8 | 0.4 | 3.3 | 2.4 | 22.2 |
| 3  | Rickey Green     | 28   | 78 | 78 | 35.7 | 5.9  | 12.1 | .493 | 0.0 | 0.2 | .154 | 2.4 | 3.0  | .797 | 0.8 | 2.1 | 2.9 | 8.9 | 2.8 | 0.1 | 2.8 | 2.0 | 14.3 |
| 4  | Danny Schayes    | 23   | 50 | 50 | 32.8 | 4.6  | 10.3 | .449 | 0.0 | 0.0 | .000 | 3.1 | 3.9  | .805 | 2.7 | 6.2 | 9.0 | 3.3 | 0.8 | 1.4 | 3.9 | 4.3 | 12.4 |
| 5  | Ben Poquette     | 27   | 75 | 50 | 31.1 | 4.4  | 9.3  | .472 | 0.0 | 0.1 | .200 | 2.2 | 2.9  | .751 | 2.1 | 4.9 | 6.9 | 2.2 | 0.9 | 1.5 | 1.3 | 3.5 | 11.0 |
| 6  | Jeff Wilkins     | 27   | 81 | 34 | 28.5 | 4.8  | 10.1 | .477 | 0.0 | 0.0 | .000 | 1.9 | 2.5  | .780 | 1.9 | 5.5 | 7.4 | 1.6 | 0.5 | 0.5 | 2.3 | 3.1 | 11.5 |
| 7  | John Drew        | 28   | 44 | 33 | 27.4 | 7.2  | 15.3 | .474 | 0.0 | 0.1 | .000 | 6.7 | 8.9  | .755 | 2.2 | 3.1 | 5.3 | 2.2 | 0.8 | 0.2 | 3.1 | 3.5 | 21.2 |
| 8  | Rich Kelley      | 29   | 32 | 23 | 24.4 | 2.2  | 4.8  | .467 | 0.0 | 0.0 |      | 2.7 | 3.3  | .829 | 2.2 | 5.1 | 7.3 | 2.5 | 1.0 | 0.7 | 2.0 | 3.3 | 7.2  |
| 9  | J.J. Anderson    | 22   | 52 | 2  | 22.2 | 3.5  | 6.9  | .510 | 0.0 | 0.1 | .000 | 1.9 | 3.3  | .576 | 2.2 | 3.2 | 5.4 | 1.3 | 1.2 | 0.4 | 1.4 | 2.8 | 8.9  |
| 10 | Jerry Eaves      | 23   | 82 | 7  | 19.4 | 3.4  | 7.0  | .487 | 0.0 | 0.1 | .125 | 2.4 | 3.0  | .810 | 0.4 | 1.1 | 1.5 | 2.6 | 0.6 | 0.0 | 1.9 | 1.4 | 9.3  |
| 11 | Mark Eaton       | 26   | 81 | 32 | 18.9 | 1.8  | 4.4  | .414 | 0.0 | 0.0 | .000 | 0.7 | 1.1  | .656 | 1.1 | 4.6 | 5.7 | 1.4 | 0.3 | 3.4 | 1.7 | 3.2 | 4.3  |
| 12 | Freeman Williams | 26   | 18 | 3  | 11.7 | 2.0  | 5.6  | .356 | 0.1 | 0.4 | .286 | 1.0 | 1.4  | .720 | 0.2 | 0.8 | 0.9 | 0.6 | 0.3 | 0.1 | 0.7 | 1.7 | 5.1  |
| 13 | Kenny Natt       | 24   | 22 | 0  | 9.5  | 1.7  | 3.3  | .521 | 0.0 | 0.1 | .000 | 0.4 | 0.6  | .643 | 0.3 | 0.7 | 1.0 | 1.3 | 0.2 | 0.0 | 1.0 | 1.6 | 3.9  |
| 14 | Rickey Williams  | 25   | 44 | 0  | 7.9  | 1.3  | 3.1  | .415 | 0.0 | 0.1 | .000 | 0.8 | 1.2  | .660 | 0.3 | 0.5 | 0.9 | 0.8 | 0.5 | 0.1 | 0.9 | 1.0 | 3.3  |